# Dhurrin

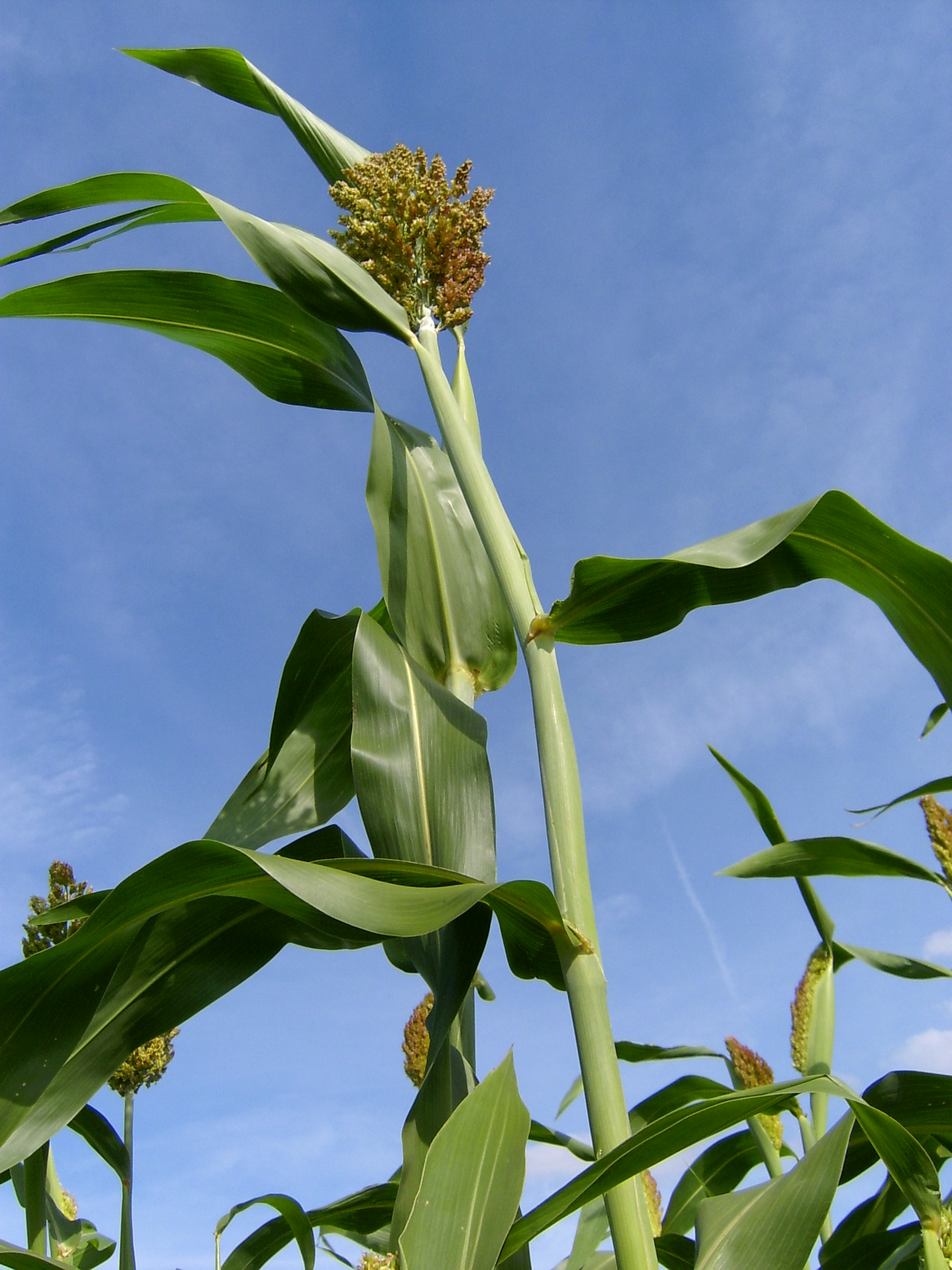
Sorghum bicolor

Dhurrin ist ein cyanogenes Glycosid, das in Pflanzen als Fraßschutz vorkommt, also der Abwehr von Herbivoren dient. Wird die Pflanze verletzt, entsteht giftige Blausäure. Es kommt beispielsweise in Sorghum und jungen Hirse-Pflanzen vor. Die Biosynthese des Dhurrin verläuft in der Pflanze über die Aminosäure Tyrosin.